# Дицианоаргентат(I) калия

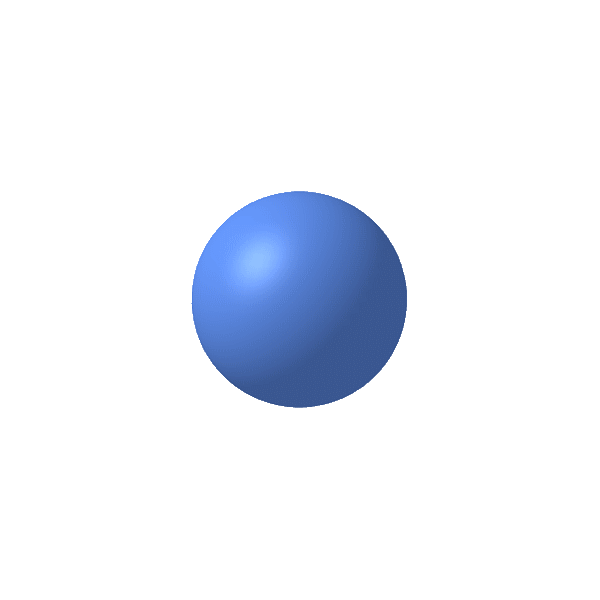
Трехмерный шарик, представляющий ион калия, для использования в химических упаковках.

Дицианоаргентат(I) калия — неорганическое соединение, комплексная соль щелочного металла калия, металла серебро и синильной кислоты с формулой K[Ag(СN)2], бесцветные кристаллы, растворимые в воде

## Получение
- Растворение серебра в растворе цианистого калия в присутствии окислителей:

{\displaystyle {\mathsf {4Ag+8KCN+O_{2}+2H_{2}O\ {\xrightarrow {}}\ 4K[Ag(CN)_{2}]+4KOH}}}
{\displaystyle {\mathsf {2Ag+4KCN+H_{2}O_{2}\ {\xrightarrow {}}\ 2K[Ag(CN)_{2}]+2KOH}}}
- Растворение хлорида серебра в растворе цианистого калия:

{\displaystyle {\mathsf {AgCl+2KCN\ {\xrightarrow {}}\ K[Ag(CN)_{2}]+KCl}}}

## Физические свойства
Дицианоаргентат(I) калия образует жёлтые кристаллы тригональной сингонии, пространственная группа P 31c, параметры ячейки a = 0,7384 нм, c = 1,755 нм, Z = 6.
Хорошо растворяется в воде.

## Химические свойства
- Разлагается при нагревании:

{\displaystyle {\mathsf {2K[Ag(CN)_{2}]\ {\xrightarrow {250-420^{o}C}}\ 2KCN+2Ag+C_{2}N_{2}\uparrow }}}
- Реагирует с концентрированными кислотами:

{\displaystyle {\mathsf {2K[Ag(CN)_{2}]+2H_{2}SO_{4}\ {\xrightarrow {80^{o}C}}\ Ag_{2}SO_{4}\downarrow +K_{2}SO_{4}+4HCN\uparrow }}}
- Вступает в обменные реакции:

{\displaystyle {\mathsf {2K[Ag(CN)_{2}]+K_{2}S\ {\xrightarrow {}}\ Ag_{2}S\downarrow +4KCN}}}
- Серебро замещается на более активные металлы:

{\displaystyle {\mathsf {2K[Ag(CN)_{2}]+Zn\ {\xrightarrow {}}\ K_{2}[Zn(CN)_{4}]+2Ag\downarrow }}}

## Применение
- Компонент электролита при гальваническом серебрении.
- В химическом синтезе.